# Metty Scheitler
Mathias „Metty” Scheitler (ur. 1 sierpnia 1915 w Esch-sur-Alzette, zm. 10 września 1972) – luksemburski zapaśnik walczący w stylu klasycznym. Dwukrotny olimpijczyk. Zajął osiemnaste miejsce w Belinie 1936 i piętnaste w Helsinkach 1952. Walczył w kategorii do 66–67 kg.

## Letnie Igrzyska Olimpijskie 1936
| Konkurencja          | Rundy eliminacyjne | Klas. końcowa |
| Konkurencja          | Przeciwnik I       | Miejsce       |
| -------------------- | ------------------ | ------------- |
| 66 kg styl klasyczny | Aage Meyer (DEN) P | 18.           |

## Letnie Igrzyska Olimpijskie 1952
| Konkurencja          | Rundy eliminacyjne | Rundy eliminacyjne   | Klas. końcowa |
| Konkurencja          | Przeciwnik I       | Przeciwnik II        | Miejsce       |
| -------------------- | ------------------ | -------------------- | ------------- |
| 67 kg styl klasyczny | Jan Cools (BEL) P  | Kamil Husajn (EGY) P | 15.           |